# Frederik Ludvig Christian Beenfeldt
Frederik Ludvig Christian Beenfeldt (født 19. juli 1741 på Lammehave, død 21. august 1801 på Serridslevgård) var en dansk godsejer.

## Officer og godsejer
Han var søn af oberst, senere generalløjtnant Herman Frederik Beenfeldt (1687–1761) og Ide Dorthea født baronesse Güldencrone (1713-1746). Han blev 1753 kornet, 1754 premierløjtnant ved et jysk kavaleriregiment, 1759 ritmester, 1768 sekondmajor, 1774 kammerherre, 1775 premiermajor, 1779 oberstløjtnant og omkring 1789 landstaldmester.
Beenfeldt blev gift 25. oktober 1765 i Horsens med Elisabeth Catharina de Lichtenberg (døbt 30. november 1743 i Horsens - 4. april 1807 sammesteds), datter af etatsråd Gerhard (Gerdt) Hansen de Lichtenberg til Bidstrup (1697-1764) og Bodil Hofgaard (1711-1795). Med hende fik han Serridslevgård (ved Horsens), hvor han opførte en ny hovedbygning.

## Kritiker af landboreformerne
Mest bekendt har han gjort sig som fører for de jyske jorddrotter under deres kamp mod landboreformerne i slutningen af det 18. århundrede. Da kronprins Frederik i august 1790 efter sin formæling opholdt sig på Louisenlund ved Slesvig, overbragte Beenfeldt og en anden jysk godsejer, kammerherre Christian Tønne Frederik von Lüttichau til Åkær, en adresse, underskrevet med 103 jyske godsejeres navne, hvori der nedlagdes en skarp protest mod de nye reformer som stridende mod landets sande vel og jordegodsejernes lovlige rettigheder. Efter at adressen var oplæst, var det, at kronprinsen udtalte de kendte ord: "Jeg vil, at Folket skal vorde frit, men ingen Proprietær fornærmes i sine Rettigheder." Selve adressens indhold gav anledning til en skarp kritik fra venner af reformerne, og der blev rejst tvivl om underskrifternes ægthed. Der blev nedsat en kommission til at undersøge dette spørgsmål, og resultatet af dennes virksomhed var, at underskrifterne under den af Lüttichau til kronprinsens svigerfader, Carl af Hessen, overbragte tyske adresse var alle ægte, hvorimod dette ikke gjaldt om alle dem under den danske adresse, som Beenfeldt havde skrevet efter hin og leveret kronprinsen. Mod Lüttichau anlagdes der sag af Christian Colbiørnsen for fornærmelige beskyldninger, og Højesteret mortificerede disse og idømte Lüttichau en bøde. Først efter udfaldet af denne sag, og efter at regeringen havde frataget ham kammerherrenøglen på grund af hans optræden over for undersøgelseskommissionen, forlod Lüttichau landet. Beenfeldt fik tilkendegivelse af kongens mishag med hans fremgangsmåde i den hele sag og måtte bøde 2000 rigsdaler. Han levede stilfærdigt på sin gård til sin død 1801.
I den drøftelse for og imod, som gik forud for reformerne, tog Beenfeldt del med et skrift: Samtale mellem trende danske Jordegodsejere angaaende nogle af de nye Skrifter i Landbosagen (1787), hvori han lader tre godsejere, en fra Sjælland, en fra Jylland og en fra Fyn, udtale sig om de på dagsordenen stående spørgsmaal: Landbosagen i almindelighed, vornedrettighed og fødestavn, hoveri, selvejerbønder, tiender, øksenhandel m.m. Han viser sig her som en mand, der ingenlunde mangler blik for landets brøst og heller ikke er uvillig stemt over for alle reformer, men han er bange for det nye og især for virkningen af den frihed, man vil give bonden. Det er af den allerhøjeste vigtighed for riget, siger han, at bondestanden ophjælpes, men hovedgrunden til dens og landets elendighed er den fattigdom, som bønderne er kommet i på grund af misvækst, høje skatter til staten og "adskillige Steder" ilde behandling af godsejerne. Hjælp bonden af med Fattigdommen, så er både han og landet hjulpne. Stavnsbåndets løsning, friheden og alt det andet, der tales om, nytter intet, men sætter samfundet i fare.
Anonymt udgav Beenfeldt desuden 1773 Forslag til en Land-Værns Indretning i Danmark med krav om den danske krigsmagts forøgelse og om en slags almindelig værnepligt.
I anledning af sagen mod Lüttichau og Beenfeldt for falske underskrifter skrev sidstnævnte et forsvarsskrift, der oprindelig udkom på tysk i Altonaer Merkur, men senere udkom på dansk (1792).

## Filantropi
Beenfeldt døde barnløs 21. august 1801 som den sidste mand af den adlede slægt. Han er begravet på Nebel Kirkegård ved Horsens. Ifølge hans og hans hustrus testamente af 25. november 1800 (konfirmeret 31. juli 1807) stiftedes af deres efterladte formue et fideikommis til fordel for Horsens by og forskellige landkommuner.
Der findes et portrætmaleri af Beenfeldt malet 1762 af Johan Hörner.